# Campeonato Mundial de Curling Mixto Doble de 2008
El I Campeonato Mundial de Curling Mixto Doble se celebró en Vierumäki (Finlandia) entre el 9 y el 15 de marzo de 2008 bajo la organización de la Federación Mundial de Curling (WCF) y la Federación Finlandesa de Curling.

## Tabla de posiciones
| Pos | Grupo A        | G | P | G–P |
| --- | -------------- | - | - | --- |
| 1   | Suiza          | 7 | 0 | –   |
| 2   | Finlandia      | 6 | 1 | –   |
| 3   | Nueva Zelanda  | 4 | 3 | 1–0 |
| 4   | China          | 4 | 3 | 0–1 |
| 5   | Estados Unidos | 3 | 4 | –   |
| 6   | Polonia        | 2 | 5 | 1–0 |
| 7   | Dinamarca      | 2 | 5 | 0–1 |
| 8   | Gales          | 0 | 7 | –   |

| Pos | Grupo B    | G | P | G–P |
| --- | ---------- | - | - | --- |
| 1   | Suecia     | 5 | 2 | 2–0 |
| 2   | Canadá     | 5 | 2 | 1–1 |
| 3   | Hungría    | 5 | 2 | 0–2 |
| 4   | Italia     | 4 | 3 | –   |
| 5   | Japón      | 3 | 4 | 1–0 |
| 6   | Estonia    | 3 | 4 | 0–1 |
| 7   | Eslovaquia | 2 | 5 | –   |
| 8   | Inglaterra | 1 | 6 | –   |

## Cuadro final
|  | Semifinales | Semifinales |   |         | Final        | Final |  |
|  |             |             |   |         |              |       |  |
|  |             |             |   |         |              |       |  |
|  | Suiza       | 11          |   |         |              |       |  |
|  | Noruega     | 2           |   |         |              |       |  |
|  |             |             |   |         |              |       |  |
|  |             |             |   |         |              |       |  |
|  |             |             |   |         | Suiza        | 5     |  |
|  |             | Finlandia   | 4 |         |              |       |  |
|  |             |             |   |         |              |       |  |
|  |             |             |   |         |              |       |  |
|  |             |             |   |         | Tercer lugar |       |  |
|  |             |             |   |         |              |       |  |
|  | Suecia      | 4           |   | Noruega | 2            |       |  |
|  | Finlandia   | 6           |   |         | Suecia       | 9     |  |

## Medallistas
| Evento      | Oro                                | Plata                                          | Bronce                                  |
| ----------- | ---------------------------------- | ---------------------------------------------- | --------------------------------------- |
| Mixto doble | Suiza · Irene Schori · Toni Müller | Finlandia · Anne Malmi · Jussi Uusipaavalniemi | Suecia · Marie Persson · Göran Carlsson |